# Robert Pergl
Robert Pergl (* 7. prosince 1968 Praha) je český právník a příležitostný automobilový závodník. Patří mezi nejvlivnější tuzemské advokáty, specializoval se na veřejné zakázky, a dováží luxusní automobily.

## Kariéra
V roce 2005 vstoupil do Le Mans Endurance Series s týmem MenX1. Skončil na čtvrtém místě v kategorii GT1 na 1000 km Nüburgring.
V roce 2006 za volantem týmu Convers MenX Ferrari 550 GTS Maranello poprvé ve své kariéře soutěžil v 24 hodin Le Mans.
Následující rok se opět zúčastnil 24 hodin Le Mans

## Výsledky

### 24 Hodin Le Mans
| Rok  | Team                | Co-Drivers                   | Vůz                       | Třída | Ujetá kola | Celkové umístění | Umístění ve třídě |
| ---- | ------------------- | ---------------------------- | ------------------------- | ----- | ---------- | ---------------- | ----------------- |
| 2006 | Convers MenX Racing | Alexey Vasilyev Peter Kox    | Ferrari 550-GTS Maranello | GT1   | 196        | DNF              | DNF               |
| 2007 | Convers MenX Racing | Alexey Vasilyev Tomáš Kostka | Ferrari 550-GTS Maranello | GT1   | 322        | 14. místo        | 8. místo          |